# Пастухов, Олег Сергеевич
Оле́г Серге́евич Пастухо́в (фин. Oleg Pastuhoff; 12 марта 1924, Хельсинки, Финляндия — 2006, там же) — финский шахматист российского происхождения, бронзовый призёр чемпионата Финляндии (1958).

## Биография
Родился 12 марта 1924 года в семье военного медика Сергея Павловича Пастухова.
В 1952 году разделил 3—4 места в личном первенстве мира среди студентов, проводившемся в Ливерпуле (это был единственный опыт розыгрыша личного первенства, позже стали проводиться только командные соревнования). Там же он принял участие в командном студенческом турнире.

## Спортивные результаты
| Год  | Город     | Соревнование                    | + | − | = | Результат | Место |
| ---- | --------- | ------------------------------- | - | - | - | --------- | ----- |
| 1952 | Ливерпуль | Первенство мира среди студентов | 2 | 3 | 2 | 3 из 7    | 3—4   |
|      | Ливерпуль | Командный студенческий турнир   |   |   |   |           |       |
| 1958 | Хельсинки | Чемпионат Финляндии             |   |   |   |           | 3     |